# Allotransplantacja
Allotransplantacja, alotransplantacja (gr. ἄλλος allos, inny) – przeszczepienie narządu, komórek lub tkanek pochodzących od innego przedstawiciela tego samego gatunku (najczęściej o podobnym genotypie).
Przykładem allotransplantacji jest przeszczepienie narządu w obrębie rodzeństwa niebędącego bliźniakami jednojajowymi.